# Klagstorp
Klagstorp è un'area urbana della Svezia situata nel comune di Trelleborg, contea di Scania.
La popolazione rilevata nel censimento 2010 era di 323 abitanti .